# Савва (Никифоров)
Епископ Са́вва (в миру Евгений Алексеевич Никифоров; 2 января 1974, Воронеж) — архиерей Русской православной церкви, епископ Валуйский и Алексеевский.

## Биография
Родился 2 января 1974 г. в Воронеже в православной семье. Крещён в детстве.
В 1985—1990 годы обучался в художественной школе, по окончании которой поступил в Воронежское художественное училище на педагогическое отделение. В свободное от занятий время посещал мужской Рождество-Богородицкий мужской монастырь Задонска Липецкой области, где принимал участие в реставрационных работах.
В 1993—1995 годы проходил срочную службу.
Сразу после армии ушёл в Задонский Рождество-Богородицкий мужской монастырь. В монастыре четыре года нёс послушание уставщика и певца в братском хоре, одновременно с этим выполнял роспись алтарей, занимался реставрацией монастырских храмов.
В 1997 года епископом Задонским Никоном (Васиным) пострижен в рясофор с именем Аристарх, а в 1999 года — в монашество с именем Савва. В 2000 году епископом Никоном рукоположен в сан иеродиакона.
В 2000—2004 годы обучался на заочном отделении Воронежской духовной семинарии.
В 2001 году епископом Никоном рукоположен в сан иеромонаха.
Был духовником женского Богородице-Тихоновского Тюнина монастыря. Организовал при обители класс иконописи для насельниц и мирян.
21 апреля 2009 года во Владимирском соборе Задонского Рождество-Богородицкого монастыря епископом Липецким и Елецким Никоном возведён в сан игумена.
27 апреля 2010 года игумен Савва был принят в клир Воронежской епархии и назначен штатным священником Покровского кафедрального собора города Воронежа. Возглавил иконописный класс при Покровском кафедральном соборе Воронежа.
В 2011 году поступил на заочное отделение Воронежский государственный педагогический университет на факультет искусств. В 2012 году поступил в Санкт-Петербургскую духовную академию, в 2014 году защитил диссертацию на тему «К вопросу о реалистическом направлении в церковном изобразительном искусстве» с присвоением ученой степени магистра богословия.

### Архиерейство
22 октября 2015 года решением Священного Синода избран епископом Валуйским и Алексеевским.
24 октября того же года в Христо-Рождественском храме посёлке городского типа Анна митрополитом Воронежским и Лискинским Сергием (Фоминым) игумен Савва был возведён в сан архимандрита.
5 ноября 2015 года в крестовом храме Владимирской иконы Божией Матери Патриаршей резиденции в Чистом переулке состоялось наречение архимандрита Саввы (Никифорова) во епископа Валуйского и Алексеевского.
22 ноября 2015 года была совершена хиротония архимандрита Саввы (Никифорова) во епископа Валуйского и Алексеевского. Хиротонию совершили: Патриарх Московский и всея Руси Кирилл, митрополит Санкт-Петербургский и Ладожский Варсонофий (Судаков), митрополит Воронежский и Лискинский Сергий (Фомин), митрополит Курский и Рыльский Герман (Моралин), епископ Дмитровский Феофилакт (Моисеев), епископ Солнечногорский Сергий (Чашин), епископ Россошанский и Острогожский Андрей (Тарасов), епископ Губкинский и Грайворонский Софроний (Китаев)